# Philip Levine (médecin)
Pour les articles homonymes, voir Philip Levine et Levine.
Philip Levine (10 août 1900 - 18 octobre 1987) est un immuno-hématologiste américain, qui a découvert avec Karl Landsteiner les antigènes de groupe sanguin M et N du système MNS et P1 par immunisation d'un animal. Il a postulé, avec Stetson, en 1939, la cause immunologique de la maladie hémolytique du nouveau-né et a, de ce fait, participé avec Karl Landsteiner et Alexander Solomon Wiener à la caractérisation des anticorps du système Rhésus. L'antigène rhésus initial, mis en évidence grâce à un sérum de macaque immunisé, a été rebaptisé LW, en l'honneur de ses découvreurs, sur la suggestion de Levine.